# Tenores di Neoneli
Il Coro a Tenores - Cultura Popolare di Neoneli è un gruppo di canto a tenore di Neoneli nato nel settembre del 1976 per iniziativa di Tonino Cau, unico rimasto tra i fondatori, che guida ancora oggi il quartetto.
Il 18 gennaio 2019 si sono esibiti alla Chiesa unitaria di Dublino in Irlanda.  Il 6 luglio 2019 sono stati premiati con il Grand Prix Corallo Città di Alghero.

## Formazione
- Tonino Cau – su bassu/basso
- Roberto Dessì – sa contra/contralto
- Ivo Marras – sa mesu boghe/mezza voce
- Peppeloisu Piras/Angelo Piras – sa boghe/voce solista

## Discografia ufficiale
- 1978: Volume 1
- 1979: Volume 2
- 1980: Chansons et Musiques
- 1981: Sentidos
- 1983: Cantos de Paghe
- 1985: Instoria
- 1986: Degh'Annos
- 1988: Su Mundu Nou
- 1992: Andare...Andare
- 1996: Terra Nostra
- 1998: 'Mbara Boom
- 1999: SosMontes de Idda Mia
- 2000: Barones
- 2003: Dae coro
- 2005: Deus Ti Salvet Maria
- 2009: D@e Coro-Cd doppio
- 2018: ZUIGHES-CD tratto dall'omonimo libro
- 2018: GRAMSCI, un'Omine, una Vida-CD tratto dall'omonimo libro
- 2018: BOGHES NOAS-nuovi canti
- 2021: LUSSU, un'Omine, una Vida-CD tratto dall'omonimo libro